# Abdin, Idlib
Abdin, Idlib (tiếng Ả Rập: عابدين) là một ngôi làng Syria nằm ở Khan Shaykhun Nahiyah ở huyện Maarrat al-Nu'man, Idlib. Theo Cục Thống kê Trung ương Syria (CBS), Abdin có dân số 1.264 người trong cuộc điều tra dân số năm 2004.